# Eric Carmen
Pour les articles homonymes, voir Carmen.
Eric Carmen est un chanteur américain né le 11 août 1949 à Cleveland (Ohio) et mort le 10 mars 2024, à Paradise Valley (Arizona), membre du groupe Raspberries. Il est l'auteur, le co-compositeur (mélodie empruntée à Rachmaninov) et l'interprète du tube international All by Myself en 1975 et de Hungry Eyes, extrait de la bande originale du film Dirty Dancing.

## Discographie

### The Raspberries
- Raspberries (en) (1972) US n° 51
- Fresh Raspberries (1972) US n° 36
- Side 3 (1973)
- Starting Over (1974)
- Raspberries' Best Featuring Eric Carmen (1976)
- Live On Sunset Strip (2007)

### Albums solo
- Eric Carmen (1975) US n° 21
- Boats Against the Current (1977) US n° 45
- Change of Heart (1978) US n° 137
- Tonight You're Mine (1980)